# Chladni (cràter)
Chladni és un petit cràter d'impacte que es troba prop de la vora nord-oest del Sinus Medii, a la part central de la Lluna. El cràter deu el seu nom al físic i músic alemany Ernst Chladni (1756-1827), qui el 1794 va escriure el primer llibre sobre meteorits (Über den Ursprung der von Pallas gefundenen und anderer ihr ähnlicher Eisenmassen).

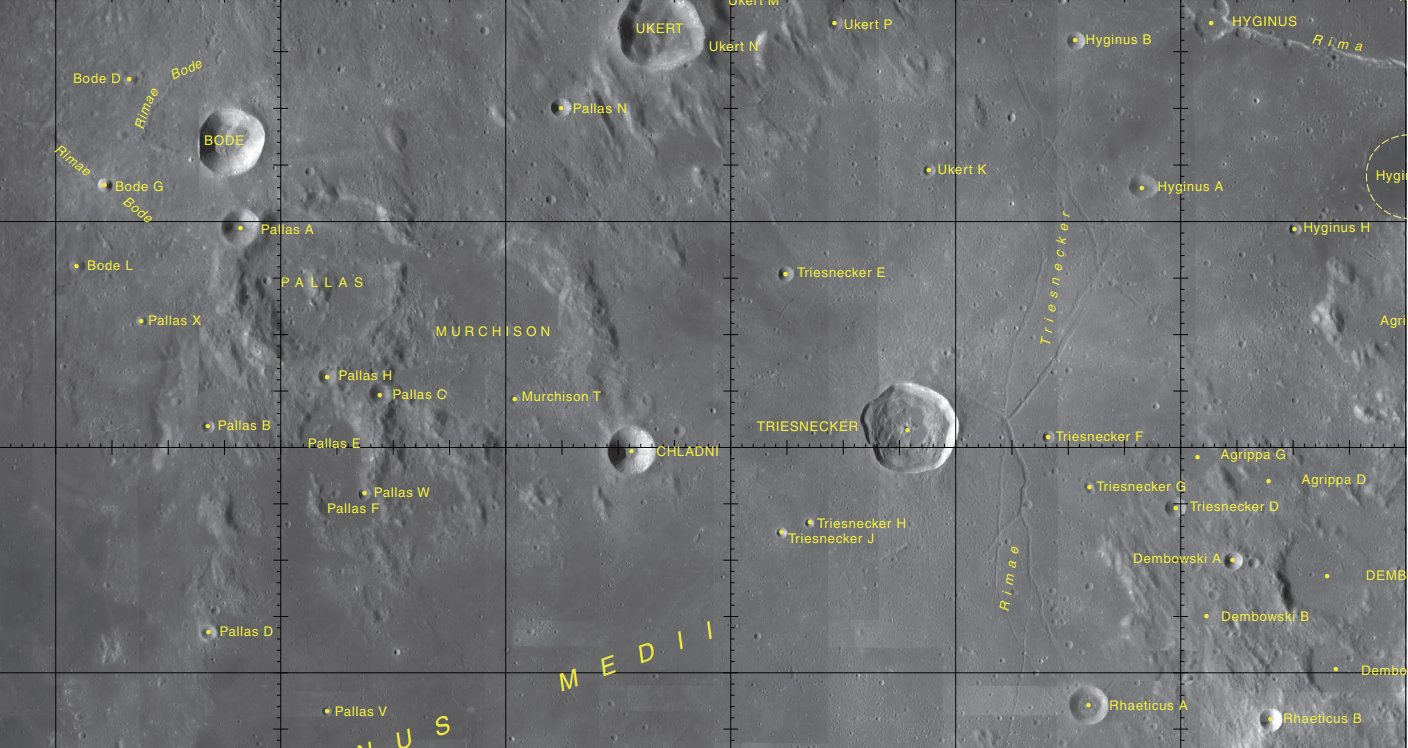
Localització de Chladni (centre esquerra de la imatge)

La vora del cràter és més o menys circular, i hi ha una petita plataforma al centre, on les parets internes inclinades envolten el punt mig. Presenta una albedo més alta que el terreny circumdant. Està connectat per una cresta baixa fins a la vora del cràter Murchison, que es troba al nord-oest. A l'est de Chladni apareix el cràter Triesnecker, molt més gran.